# Lambula rothschildi
Lambula rothschildi là một loài bướm đêm thuộc phân họ Arctiinae, họ Erebidae.